# Nonacris partitifrons
Nonacris partitifrons är en tvåvingeart som beskrevs av Günther Enderlein 1921. Nonacris partitifrons ingår i släktet Nonacris och familjen vapenflugor. Inga underarter finns listade i Catalogue of Life.